# Albert Rocas
Albert Rocas Comas (ur. 16 czerwca 1982 w Palafrugell) – hiszpański piłkarz ręczny, reprezentant kraju. Obecnie występuje w hiszpańskiej Lidze ASOBAL, w drużynie FC Barcelona. Występuje na pozycji prawoskrzydłowego. W 2005 roku zdobył złoty medal mistrzostw świata. Podczas Igrzysk Olimpijskich 2008 w Pekinie zdobył brązowy medal olimpijski.

## Kariera klubowa
- 1997–2000  BM Granollers
- 2000–2003  BM Valladolid
- 2003–2007  Portland San Antonio
- 2007–2013  FC Barcelona
- 2013–2014  KIF Kolding
- 2014-  Naturhouse La Rioja

## Sukcesy
- 2003: puchar Hiszpanii
- 2005: mistrzostwo Świata
- 2005: mistrzostwo Hiszpanii
- 2006: wicemistrzostwo Europy
- 2006: superpuchar Hiszpanii
- 2007: superpuchar Hiszpanii
- 2008: wicemistrzostwo Hiszpanii
- 2008: brązowy medal olimpijski (Pekin)
- 2009: puchar Hiszpanii
- 2009: wicemistrzostwo Hiszpanii
- 2009, 2010: puchar Króla
- 2010: puchar ASOBAL
- 2010: wicemistrzostwo Hiszpanii
- 2010: finalista Ligi Mistrzów EHF
- 2014: brązowy medal Ligi Mistrzów

## Nagrody indywidualne
- 2008: najlepszy prawoskrzydłowy Igrzysk Olimpijskich w Pekinie